# 風花 (1959年の映画)

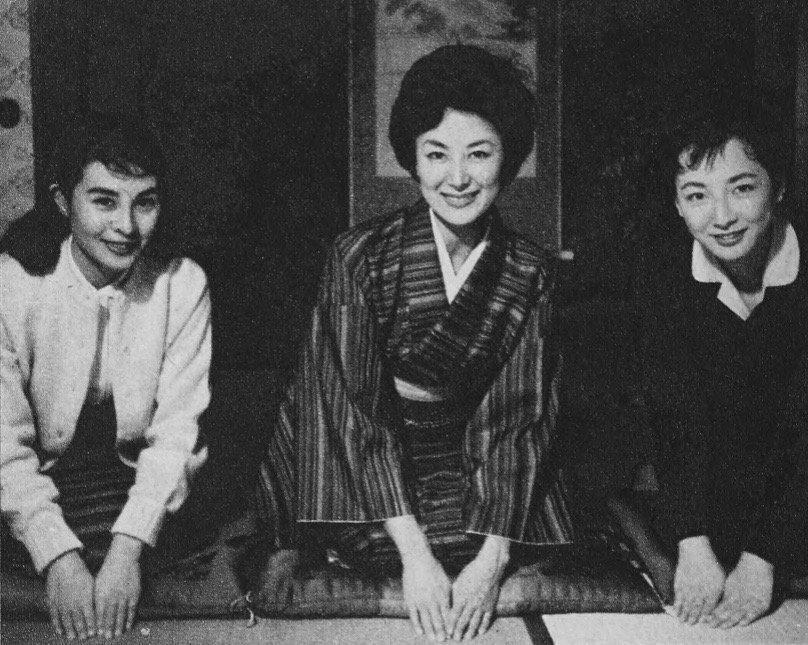
久我美子、岸惠子、有馬稲子

『風花』（かざはな）は、1959年公開の日本映画。木下惠介監督による。製作は松竹。にんじんくらぶを結成した岸惠子、有馬稲子、久我美子の3人の初共演作品である。1958年11月下旬から12月にかけての約20日間、長野市で撮影が行われた。

## キャスト
- 祖父 名倉強之進：永田靖
- 祖母 名倉トミ：東山千栄子
- 父 名倉勝之：細川俊夫
- 母 名倉たつ子：井川邦子
- 名倉春子：岸惠子
- 名倉さくら：久我美子、和泉雅子（少女時代）、平岡佳代子（少女時代）
- 名倉英雄：川金正直
- 名倉捨雄：川津祐介、川頭顕一郎（少年時代）
- 乾幸子：有馬稲子
- 弥吉：笠智衆